# Club de Foot Montréal
El Club de Foot Montréal, o simplemente CF Montréal, es un club de fútbol de Canadá de la ciudad de Montreal, en Quebec. Fue fundado en 2010 por la familia Saputo como Impact de Montréal y juega en la Conferencia Este de la Major League Soccer desde la temporada 2012. 
En 2010 la MLS, principal competición futbolística de Estados Unidos y Canadá, le otorgó una franquicia de expansión a partir de la temporada 2012, además, se clasificó por primera vez a la postemporada de la MLS en 2013. Tras ganar la Campeonato Canadiense de 2014, se clasificó por 3ª vez a la Concacaf Liga Campeones 2014-15, pues este salió invicto en su grupo. En Cuartos de final eliminó por regla de gol de visita al C. F. Pachuca, en semifinales eliminó también por la regla de gol de visitante al Alajuelense de Costa Rica. Ya en la final, empató 1-1 contra el América en el Estadio Azteca, en el partido de vuelta, cayó por 2-4, pero fue la mejor actuación de un equipo de ese país hasta ese momento. 
Juega sus partidos como local en el Estadio Saputo, inaugurado en 2008 y con capacidad de 20.341 espectadores.
El equipo está inspirado en una franquicia anterior, llamada Impact de Montréal, que había sido fundada en 1992 y participó en tres competiciones distintas: la American Professional Soccer League, de la que llegó a ser campeón en 1994; la A-League, de la que venció la última temporada en 2004, y la North American Soccer League hasta 2011. Además es el equipo que ha recibido en más oportunidades la Copa Voyageurs, el máximo trofeo de fútbol profesional de Canadá. A partir de la temporada 2021 pasó a llamarse Club de Foot Montréal.

## Historia

### MLS

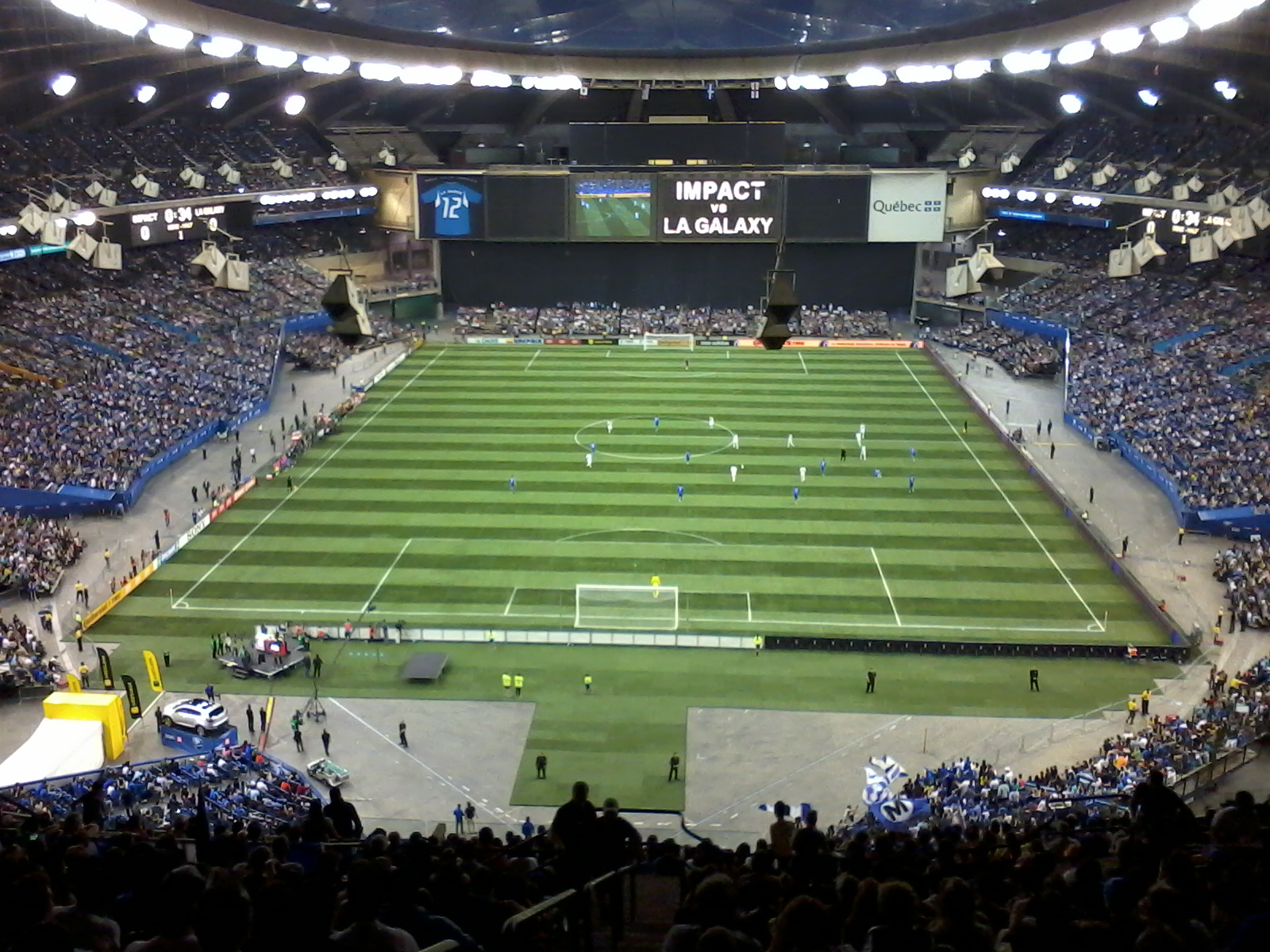
Partido del Impact de Montreal en la MLS el 12 de mayo de 2012 en el Estadio Olímpico, récord de asistencia en un partido de fútbol en Canadá con 60.860 espectadores.

El 24 de julio de 2008, la MLS anunció que estaba buscando dos equipos de expansión para la temporada 2011, entre los cuales Montreal fue catalogado como un candidato potencial.
El 22 de noviembre de 2008, la oferta del grupo para una franquicia de la MLS no fue aceptada por el comisionado Don Garber. En respuesta a la oferta ganadora de Vancouver en marzo de 2009, Nick De Santis afirmó que esperaba algún día cumplir su visión de convertir finalmente a Montreal en una franquicia de la MLS. El 16 de mayo de 2009, el Montreal Gazette informó que Garber y Saputo habían reanudado las conversaciones para que Montreal comenzara a jugar en 2011 como equipo de expansión de la MLS.
Para la temporada 2010 el club pasó a jugar en la USSF Division 2 Professional League, en donde se agruparon 12 clubes que participaban en la USL y la NASL. Unas semanas más tarde del inicio de la liga, el 7 de mayo de 2010, Garber y Saputo anunciaron oficialmente que Impact de Montréal  sería el club 19º de la Major League Soccer y que comenzaría a jugar para la temporada 2012. Al año siguiente Impact de Montréal jugó una única temporada en la liga NASL, previo a su debut en la MLS. En dicha temporada, el equipo terminó en el séptimo puesto y no alcanzó a clasificar a la fase final del campeonato.
El 3 de octubre de 2011 el nuevo técnico Jesse Marsch inició entrenamientos en el estadio Saputo, comenzando a conformar el equipo para afrontar la primera temporada en la MLS. El debut del club en la MLS fue el 10 de marzo de 2012 ante Vancouver Whitecaps perdiendo por 0-2 y como local fue el 17 de marzo. En esa segunda fecha logró un récord de asistencia contra Chicago Fire obteniendo un empate 1-1 en el Estadio Olímpico de Montreal, escenario en donde jugó las primeras fechas de local mientras que se terminaba de ampliar el Estadio Saputo. Unos días más tarde, batieron nuevamente el récord de asistencia para un partido de fútbol en Canadá con 60.860 espectadores, en el partido del campeonato frente a Los Ángeles Galaxy. Al final de la temporada regular, el club terminó su primer año en la MLS en el séptimo lugar de la Conferencia Este acumulando 42 puntos y a tan solo 11 puntos del último clasificado a la pos-temporada.
Posterior a la primera temporada del club en la MLS, el presidente del club Joey Saputo, anunció la salida del entrenador Jesse Marsch en una rueda de prensa realizada el 3 de noviembre de 2012. El emblemático exjugador del Impact, Mauro Biello, quien fue asistente técnico de Marsch durante la temporada, fue nombrado inmediatamente entrenador interino para dirigir el equipo durante la gira de partidos amistosos en Italia. Finalmente, el 7 de enero de 2013, el club anunció que el director técnico sería el suizo Marco Schällibaum, seleccionado por su experiencia como jugador y técnico de equipos en Suiza y su dominio del inglés y el francés. En su debut, el técnico Schällibaum obtuvo el título del torneo amistoso Walt Disney World Pro Soccer Classic, venciendo al Columbus Crew por 1-0 en la final, el 23 de febrero de 2013. Este título fue seguido por la victoria en el Campeonato Canadiense de Fútbol 2013 el 29 de mayo de 2013, por el cual recibió por octava ocasión la Copa Voyageurs, y clasificó a la Concacaf Liga Campeones 2013-14. En el torneo continental quedó eliminado en la fase de grupos, empatando en puntos con sus dos rivales.
Luego de ganar la Copa Voyageurs en 2014, el combinado del Montreal se clasificó a la Concacaf Liga Campeones 2014-15 en donde fueron colocados en el grupo 3 junto al New York Red Bulls de Estados Unidos y el Club Deportivo FAS de El Salvador, en este obtuvo 3 victorias y un empate quedando líder del grupo con 10 puntos y clasificándose a los cuartos de final.
En los cuartos de final jugaría ante el Pachuca de México, en el ida empatarían 2-2, y en la vuelta jugada en el Estadio Olímpico de Montreal empatarían 1-1 pero se clasificarían los canadienses por regla de gol de visita.
En las semifinal de ida vencerían por 2-0 al Alajuelense de Costa Rica, pero en la vuelta perderían por 2-4 pero se clasificarían igual por los goles de visita clasificándose por primera vez a una final internacional.
En la final de ida jugada en el Estadio Azteca el Montreal sorprendería y empatarían 1-1 teniendo una oportunidad en la vuelta por los goles de visita. Pero en la final de vuelta jugada en el estadio Olímpico de Montreal con 60,000 espectadores el combinado Azteca vencería por 4-2 al Montreal obteniendo el combinado mexicano su sexto título, pero igual el Impact se convirtió en el primer club canadiense en una final de la Concacaf Liga de Campeones, hecho que fue igualado por Toronto en 2018.

## Jugadores

### Más apariciones en club
- Actualizado al 30 de diciembre de 2024.

| # | Jugador             | Años      | Liga | Playoffs | Copas Nacionales | Copas Internacionales | Total |
| - | ------------------- | --------- | ---- | -------- | ---------------- | --------------------- | ----- |
| 1 | Evan Bush           | 2011–2020 | 195  | 8        | 8                | 13                    | 224   |
| 2 | Samuel Piette       | 2017–     | 187  | 3        | 12               | 7                     | 209   |
| 3 | Hassoun Camara      | 2011–2017 | 156  | 7        | 14               | 9                     | 186   |
| 4 | Patrice Bernier     | 2012–2017 | 151  | 8        | 16               | 9                     | 184   |
| 5 | Leonardo di Lorenzo | 2006–2011 | 128  | 14       | 12               | 10                    | 164   |

### Máximos goleadores
- Actualizado al 30 de diciembre de 2024.

| # | Jugador        | Años      | Liga | Playoffs | Copas Nacionales | Copas Internacionales | Total |
| - | -------------- | --------- | ---- | -------- | ---------------- | --------------------- | ----- |
| 1 | Ignacio Piatti | 2014–2020 | 66   | 5        | 6                | 2                     | 79    |
| 2 | Marco Di Vaio  | 2012–2014 | 34   | 0        | 2                | 4                     | 40    |
| 3 | Romell Quioto  | 2019–2024 | 34   | 1        | 1                | 2                     | 38    |
| 4 | Didier Drogba  | 2015–2017 | 21   | 1        | 1                | 0                     | 23    |
| 5 | Roberto Brown  | 2007–2010 | 13   | 3        | 2                | 4                     | 22    |

### Fichajes más caros
| Lugar | Nombre           | Procedencia          | Año  | Costo         |
| ----- | ---------------- | -------------------- | ---- | ------------- |
| 1     | Gennadiy Synchuk | Metalist             | 2025 | $4.8 Millones |
| 2     | Jeisson Vargas   | Universidad Católica | 2016 | $2.8 Millones |
| 3     | Dominik Yankov   | Ludogorets           | 2024 | $1.8 Millones |
| 4     | Matías Cóccaro   | Huracán              | 2024 | $1.7 Millones |
| 5     | Kwadwo Opoku     | Los Ángeles FC       | 2023 | $1.6 Millones |

### Ventas más caras
| Lugar | Nombre             | Procedencia | Año  | Costo         |
| ----- | ------------------ | ----------- | ---- | ------------- |
| 1     | Ismaël Koné        | Watford FC  | 2023 | $8 Millones   |
| 2     | Alistair Johnston  | Celtic FC   | 2023 | $3.5 Millones |
| 3     | Djordje Mihailovic | AZ Alkmaar  | 2023 | $3 Millones   |
| 4     | Alejandro Silva    | Olimpia     | 2019 | $2.6 Millones |
| 5     | Mathieu Choinière  | Grasshopper | 2024 | $900 Mil      |

### Dorsales retirados
12 - Hinchada del club (el jugador número 12).

20 -  Mauro Biello, delantero (1993–98, 2000–09).

## Entrenadores

### Cronología de los entrenadores
- Jesse Marsch (2012)
- Marco Schällibaum (2013)
- Frank Klopas (2014-2015)
- Mauro Biello (2015-2017)
- Rémi Garde (2017-2019)
- Wilmer Cabrera (2019)
- Thierry Henry (2019-2021)
- Wilfried Nancy (2021-2022)
- Hernan Losada (2022-2023)
- Laurent Courtois (2024-2025)
- Marco Donadel (2025-)

## Palmarés

### Torneos nacionales
- Campeonato Canadiense de Fútbol (5): 2008, 2013, 2014, 2019, 2021
- Copa Voyageurs (6): 2002, 2003, 2004, 2005, 2006, 2007

### Torneos amistosos
- Walt Disney World Pro Soccer Classic (1): 2013.

### Torneos internacionales
- Subcampeón de la Liga de Campeones de la Concacaf (1): 2014-15.